# Исток (приток Таловки)
Исток (Тынок, Шелуха) — река в России, протекает в Рязанской области. Левый приток Таловки.

## География
Река Исток берёт начало в районе села Куземкино. Течёт в пойме Оки на север. Впадает в Таловку около деревни Ладышкино. Устье реки находится в 1 км по левому берегу реки Таловка. Длина реки составляет 16 км, площадь водосборного бассейна 101 км².

## Данные водного реестра
По данным государственного водного реестра России относится к Окскому бассейновому округу, водохозяйственный участок реки — Ока от водомерного поста у села Копоново до впадения реки Мокша, речной подбассейн реки — бассейны притоков Оки до впадения Мокши. Речной бассейн реки — Ока.
Код объекта в государственном водном реестре — 09010102312110000026467.